# Neuchâtel Université Club Volleyball 2018-2019
Questa voce raccoglie le informazioni riguardanti il Neuchâtel Université Club Volleyball nella stagione 2018-2019.

## Organigramma societario
Area direttiva
- Presidente: Jo Gutknecht

Area organizzativa
- Team manager: Jo Gutknecht

Area tecnica
- Allenatore: Lauren Bertolacci
- Secondo allenatore: Laura Girolami
- Scoutman: Pablo Sánchez
- Preparatore atletico: Isfendiar Piran

Area sanitaria
- Medico: Michel Hunkeler
- Fisioterapista: Olivier Broglin, Johannes Mydla
- Massaggiatrice: Vivianne Surdez

## Rosa
| N° | Nome                | Ruolo | Data di nascita   | Nazionalità sportiva |
| -- | ------------------- | ----- | ----------------- | -------------------- |
| 2  | Elisa Suriano       | S     | 28 aprile 2001    | Svizzera             |
| 3  | Martina Halter      | C     | 9 maggio 1994     | Svizzera             |
| 4  | Méline Pierret      | P     | 18 gennaio 1999   | Svizzera             |
| 5  | Chiara Petitat      | S     | 4 agosto 2000     | Svizzera             |
| 7  | Kyra Holt           | S     | 5 maggio 1995     | Stati Uniti          |
| 9  | Tabea Dalliard      | L     | 18 luglio 1994    | Svizzera             |
| 11 | Jana Wigger         | L     | 15 giugno 1998    | Svizzera             |
| 12 | Sarah Trösch        | P     | 28 settembre 1994 | Svizzera             |
| 13 | Carole Trösch       | O     | 20 dicembre 1995  | Svizzera             |
| 14 | Julie Lengweiler    | S     | 6 novembre 1998   | Svizzera             |
| 15 | Ségolène Girard     | C     | 18 novembre 1995  | Svizzera             |
| 16 | Tiata Scambray      | S     | 7 gennaio 1996    | Stati Uniti          |
| 17 | Xenia Staffelbach   | C     | 16 marzo 1998     | Svizzera             |
| 18 | Martenne Bettendorf | O     | 1º aprile 1994    | Stati Uniti          |

## Statistiche

### Statistiche dei giocatori
| Giocatrice     | Challenge Cup | Challenge Cup | Challenge Cup | Challenge Cup | Challenge Cup |
| Giocatrice     | P             | PT            | AV            | MV            | BV            |
| -------------- | ------------- | ------------- | ------------- | ------------- | ------------- |
| M. Bettendorf  | 4             | 48            | 36            | 9             | 3             |
| T. Dalliard    | 5             | 0             | 0             | 0             | 0             |
| S. Girard      | 5             | 32            | 23            | 7             | 2             |
| M. Halter      | 5             | 33            | 19            | 9             | 5             |
| K. Holt        | 5             | 66            | 55            | 9             | 2             |
| J. Lengweiler  | 5             | 25            | 15            | 3             | 7             |
| C. Petitat     | 0             | 0             | 0             | 0             | 0             |
| M. Pierret     | 4             | 3             | 2             | 0             | 1             |
| T. Scambray    | 5             | 94            | 73            | 7             | 14            |
| E. Suriano     | 0             | 0             | 0             | 0             | 0             |
| X. Staffelbach | 5             | 2             | 2             | 0             | 0             |
| C. Trösch      | 0             | 0             | 0             | 0             | 0             |
| S. Trösch      | 5             | 7             | 3             | 1             | 3             |
| J. Wigger      | 1             | 0             | 0             | 0             | 0             |

P = presenze; PT = punti totali; AV = attacchi vincenti; MV = muri vincenti; BV = battute vincenti

NB: Non sono disponibili i dati relativi alla Lega Nazionale A, alla Coppa di Svizzera e alla Supercoppa svizzera e di conseguenza quelli totali